# Lauren Ervin
Pour les articles homonymes, voir Ervin.
Lauren Ervin, née le 24 mars 1985 à Los Angeles (Californie), est une joueuse américaine de basket-ball.

## Biographie
Au lycée d'Inglewood, en Californie, elle est nommée WBCA All-American et participe au WBCA High School All-America Game où elle marque quatre points. Elle s'inscrit deux ans en Junior College, avant de rejoindre les Razorbacks de l'Université de l'Arkansas, où elle compile 19 double-double en une saison et demie et est la première Lady Razorback à remporter deux fois dans la même saison la récompense de Joueuse de la SEC de la semaine.
Draftée en 37e choix de la draft WNBA 2008 par le Sun du Connecticut à sa sortie de l'Université de l'Arkansas, elle ne débute que l'année suivante en raison d'une rupture des ligaments du genou droite contactée au cours de sa dernière saison universitaire. Elle est coupée au retour de Sandrine Gruda. En 2010, elle fait la pré-saison avec les Mystics de Washington, mais n'est pas conservée.
En 2008-2009, elle fait ses débuts professionnels en Suède avec les Sundsvall Saints à Sundsvall avec 18 rencontres où elle tourne à 19 points (49,5 % d'adresse), 12,1 rebonds, 2,0 interceptions et 2,3 passes décisives de moyenne. Après avoir été coupée du Sun, elle joue quelques mois à Porto Rico aux Leones de Ponce, puis effectue une saison en Turquie au Ceyhan Belediyespor. En 2010-2011, elle joue en Italie à Faenza (13,2 points, 10,8 rebonds et 1,5 interception).
À l'été 2012, elle signe pour Tarbes en Ligue féminine de basket, mais elle est remplacée fin octobre car diminuée par une blessure. En janvier 2013, elle quitte Tarbes pour rejouer à Trutnov en République tchèque.
Elle dispute la saison 2013-2014 en Turquie avec Canik Belediye pour des statistiques de 15,5 points et 12,0 rebonds, puis signe pour la saison suivante avec un autre club turc de Botaş Spor Kulübü. Elle tourne à des excellents 16,3 points et 11,8 rebonds en Eurocoupe (avec notamment 29 points et 14 rebonds contre Krasnoyark, 31 points et 14 rebonds puis 24 points et 9 rebonds face à Nantes-Rezé en huitième de finale de la compétition) et à 18,6 points et 10,7 rebonds en championnat, puis signe en fin de saison pour Lyon.
Très régulière, elle contribue de manière décisive à la victoire de Lyon sur Villeneuve-d'Ascq avec 44 d'évaluation avec 25 points, 21 rebonds et 6 interceptions.
Lors de la saison 2015-2016, elle est quatrième au vote pour le trophée de MVP chez les étrangères, avec 13,7 points et 11 rebonds en moyenne par match, avec la meilleure évaluation du championnat avec 21,1. Elle prolonge à Lyon pour une saison supplémentaire.

## Club
- ?-? :  Inglewood High School
- 2004-2006 :  Mount San Antonio Junior College
- 2006-2008 :  Université de l'Arkansas
- 2008-2009 :  Sundsvall Saints
- 2009-2010 :  Ponce de Leones
- 2010-2011 :  Ceyhan Belediyespor
- 2011-2012 :  Club Atletico Faenza Pallacanestro
- 2012-2013 :  Tarbes Gespe Bigorre
- 2012-2013 :  BK Trutnov
- 2013-2014 :  Canik Belediye
- 2014-2015 :  Botaş Spor Kulübü
- 2015- :  Lyon Basket féminin

Parcours en WNBA :
- 2009 :  Sun du Connecticut